# Taťjana Averinová
Taťjana Borisovna Averinová (rusky Татья́на Бори́совна Аве́рина; 25. června 1950 Gorkij, Ruská SFSR – 22. srpna 2001 Moskva), rodným jménem Barabašová (rusky Барабаш), byla sovětská rychlobruslařka.
Na mezinárodních závodech se poprvé objevila v roce 1967, na Mistrovství světa ve víceboji debutovala v roce 1970, kdy skončila na dvanáctém místě. O rok později poprvé startovala na Mistrovství Evropy a umístila se na 6. příčce. První medaili získala na světovém šampionátu ve víceboji 1974, kde si dobruslila pro stříbro. Stejný kov si z toho mistrovství odvezla i v následujících dvou letech. Na Zimních olympijských hrách 1976 získala medaile na všech čtyřech tratích, v závodech na 1000 a 3000 m vybojovala zlato, na distancích 500 a 1500 m bronz. V roce 1978 vyhrála Mistrovství světa ve víceboji. Startovala i na mistrovství světa ve sprintu, tam bylo jejím nejlepším umístěním šesté místo v roce 1979. Na zimní olympiádě 1980 závodila pouze na trati 1500 m, kde skončila osmnáctá. Sezónu 1980/1981 vynechala, v následujícím ročníku nastoupila pouze do národních závodů včetně sovětského mistrovství. Po sezóně 1981/1982 ukončila sportovní kariéru.